# 云南新佳蛛
云南新佳蛛（学名：Neogea yunnanensis）为园蛛科新佳蛛属的动物。在中国大陆，分布于云南等地。该物种的模式产地在云南。其种加词 yunnanensis 意为“云南的”。